# Chapelle de Saint-Cry
La chapelle Saint-Cry est un édifice religieux située sur la commune de Nivillac, dans le département du Morbihan, dans la région Bretagne, en France.

## Géographie
Située au nord-est de la commune, la chapelle est une ancienne frairie de la paroisse de Nivillac. 

## Toponymie
En 1455, on évoque la frairie par le nom de Saint-Christ. Puis en 1863, elle est nommée chapelle Saint-Quiric (Saint-Cyr). En 1908, on évoque pour la première fois la possibilité d'une déformation de la prononciation de Sancreed des Cornouailles (en). Aujourd'hui, la croyance populaire autour du « bonhomme » de Saint-Cry se traduit par une statue ancienne d'un archevêque qui aurait le don de guérir les maladies de peau des enfants. 

## Histoire

### Ancienne chapelle
Contrairement aux autres frairies de Nivillac, Saint-Cry n'était dotée d'aucun fonds de terre. L'entretien était effectué par les frairiens à leur frais. 

Son ancienne architecture gothique laissait penser que la chapelle existait depuis le XVIe ou XVIIe siècle. Le Bulletin annuel de la société polymathique du Morbihan en fait une description brève dans sa parution de 1863 : 

« Porte en anse de panier. Arcades plein cintre, au chœur. Fenêtre en cintre brisé. Piscine trilobée. »

Les différentes traces de fondations retrouvées en 1924 attestent que l’édifice fut plusieurs fois remanié, voire complètement rebâti. Il possédait une piscine trilobée qui aurait servi au baptême au XIIIe siècle.

La paroisse dispose d'une description très précise de l'édifice en 1921 : 

« La nef n'avait aucune fenêtre, hormis un œil-de-bœuf percé au-dessus de la porte d'entrée avec entourage en briques. Les murs latéraux étaient très épais, sans doute plus anciens que la façade. Le chœur peu profond était éclairé de chaque côté par des fenêtres carrées à vitres ordinaires. Les bras de croix communiquaient chacun avec la nef par deux arceaux en plein cintre supportés par une colonne médiane ronde peu élevée. Le bras de croix gauche était éclairé par une fenêtre carrée, comme celle du chœur et percée dans le pignon. Le bras de croix droit était la partie la plus intéressante, il était bâti entièrement en pierre de taille avec un soubassement portant une moulure. On y entrait par une porte ayant aussi une jolie moulure et un cintre en anse de panier. Enfin, dans le pignon existait une fenêtre ogivale qui avait eu un meneau. Tout ceci devait dater du XVIe siècle de même que les arceaux, tandis que le reste paraissait avoir été construit sous le Premier Empire ou sous la Restauration. On dit d'ailleurs dans le pays que la chapelle avait été incendiée pendant la Révolution. De la même époque aussi, le petit clocher en ardoises qui surmontait la façade. Il portait une croix en fer bien ouvragée semblable à celle qui se trouve sur la chapelle Notre-Dame à La Roche-Bernard et se rapprochant beaucoup d'une autre placée sur le chœur de l'église de Camoël, sans doute du même fabriquant, elle ne semblent pas très anciennes vu leur état de conservation (à moins qu'elle ne parviennent d'une construction plus ancienne) peut-être du XIXe siècle, bien que leur style soit nettement du XVIe. La chapelle Notre-Dame reconstruite en 1826 a un clocher identique à celui qui existait à Saint-Cry. La croix qui y fut placée en remplacement de celle supprimée en 1794 devait sans doute être neuve. »

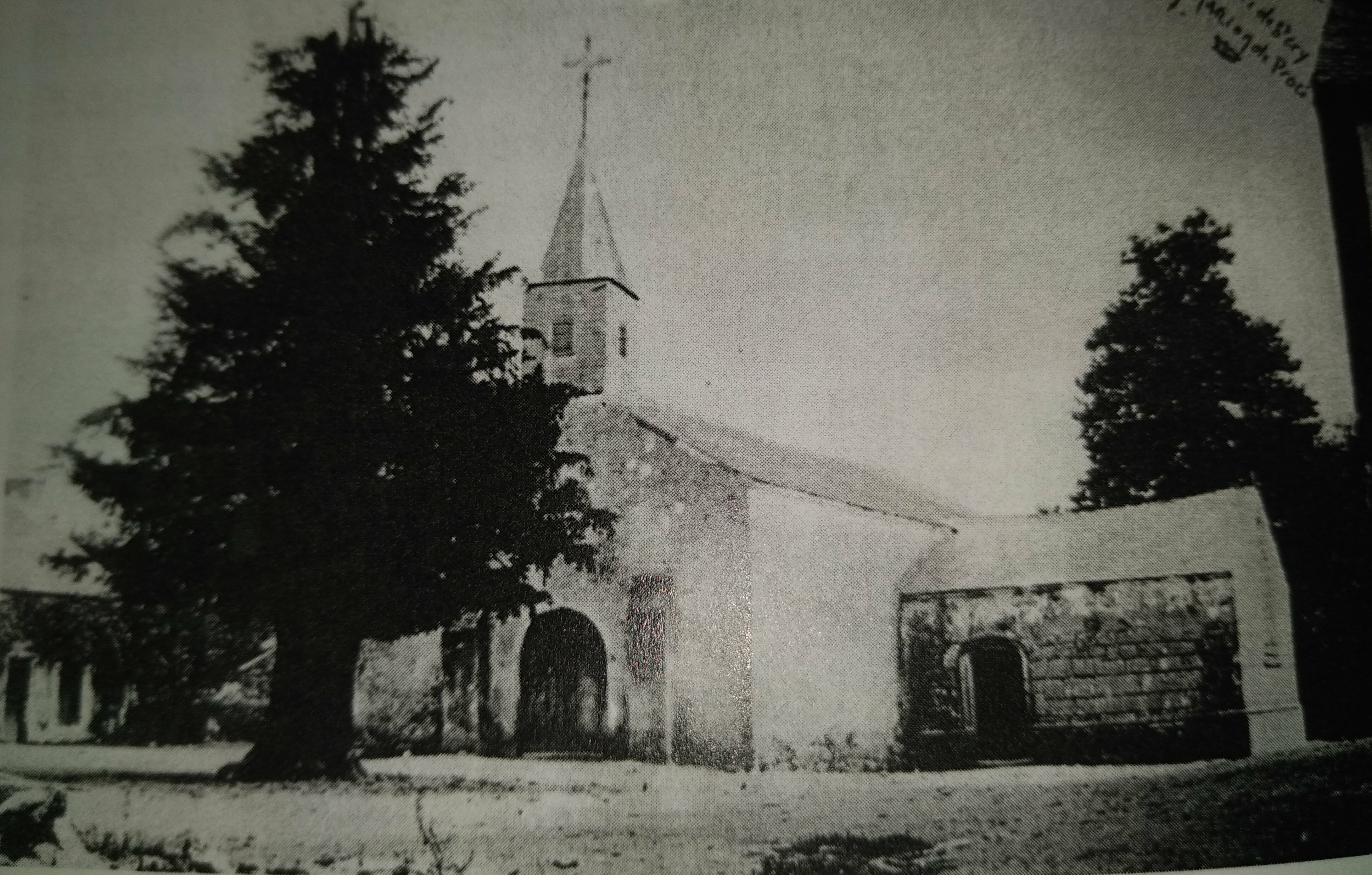
Ancienne Chapelle et son If

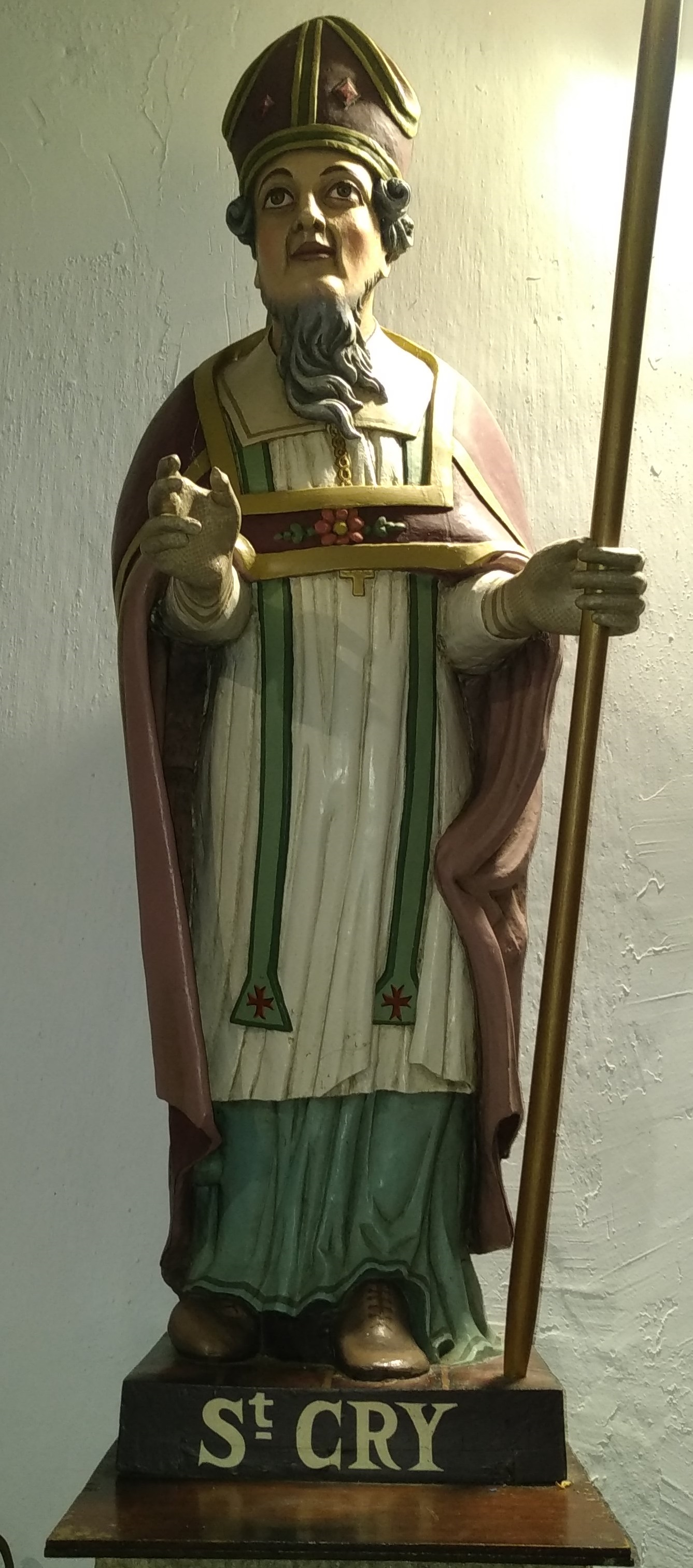
Statue de Saint-Cry

« La cloche en usage était très petite (26 cm de diamètre), elle portait gravées les armoiries de la famille Couessin - D'azur à deux bandes d'argent - et au-dessous l'inscription - « Pour servir en la maison de la Berraye » - c'étaient des seigneurs en la paroisse de Caden. On ne sait comment cette cloche en venue à Nivillac, trop petite pour la chapelle, elle fut cédée à M. PILON possesseur de la Berraye pour la somme de 200 Fr qui fut mis à l'achat d'une cloche plus grosse. »

« Un autel provenant de l’église paroissiale reconstruite en 1901 avait été placé à cette époque dans la chapelle. Il y avait un retable très élevé mais sans valeur ; en l'enlevant on trouva dans le mur qu'il cachait une petite crédence en granit et une pierre sculptée portant en relief les armes de la famille de Condest - suivant Potier de Courcy De Condest seigneur du dit lieu et de Coquerel (paroisse de Nivillac. Ev. de Nantes, réf. de 1427 à 1451) porte de gueules à trois épées d'or en pal, les gardes en bas. Deux bénitiers en granit, dont l'un très gros, se trouvaient à l'intérieur et près de chacune des portes du bras de croix. Un Christ et trois statues en bois, sans parler de plusieurs statues en plâtre ornaient la chapelle. L'une représente la Vierge portant l'enfant Jésus, l'autre Ste-Julitte et St-Cyr et la 3e un archevêque. Celle de la Vierge en noyer semble dater de l'époque Louis XIII ou Louis XIV. Celle de Sainte-Julitte et Saint-Cyr en sapin entièrement vermoulue datent du début du XIXe siècle sans doute de l'époque où la chapelle fut rebâtie. Celle de l'archevêque est sans doute la plus ancienne. »

### Nouvel édifice
La reconstruction de la chapelle eut pour objectif de maintenir son caractère originel.

Selon le livre de paroisse de 1923, « elle menaçait ruine » et sa reconstruction « était une entreprise très coûteuse ». La même année, le maire Paul Vigneron de la Jousselandière fit part au clergé de la commune de son projet de construction de clocher pour l'église de Nivillac. Cependant, l'abbé Beniguel fit remarquer : 

« C'est très bien, monsieur le maire, mais il ne faudrait pas tout de même nous laisser la chapelle nous tomber sur le dos un de ces quatre dimanche. Le mur sud est bien lézardé et perd de plus en plus son centre de gravité »

De plus, la chapelle ne permettait plus d'accueillir les nombreux fidèles. Elle a finalement été rebâtie sur les anciennes fondations, de 1924 à 1926. Le projet initial d'allongement de 4 mètres et d'élargissement de 2 mètres, eut pour objectif de reprendre le mur droit ainsi que le bras de croix du même côté. On se rendit vite compte que l'état des murs gauches n'auraient pas permis une espérance de vie bien longue. C'est ainsi que l'ancienne chapelle disparue entièrement. Le maire fut toutefois très attaché à ce que la nouvelle construction conserve le maximum de caractères de l'ancienne édifice. Il en sera d'ailleurs l'architecte et M. Cazillon, de Limerzel, l'adjudicataire des travaux.
C'est ainsi que les doubles arceaux du transept et les pierres en assez bon état furent réutilisées. La fenêtre ogivale du transept droit fut replacée à l'identique et on lui « rendit » son meneau disparu. Toutes les pierres de taille de cette partie furent employées pour construire la nouvelle façade. 
Les pignons de la façade furent ornés, à droite d'un chien de granit provenant de l'ancien château de Lourmois et don de Monsieur de Kercado et à gauche d'un lion de granit provenant de l'ancien    château de Ros et don de Monsieur Vigneron de la Jousselandière. Monsieur le maire fournit aussi une pierre en plein cintre issue de sa propriété de Château-Gall, qui fut utilisée pour une fenêtre au-dessus de la porte d'entrée. Monsieur de Kercado offrit aussi un lion et une feuille d'acanthe pour orner les pignons du bras droit. Ces pierres de granit viennent aussi du château de Lourmois. La façade fut surmontée d'un clocher où est scellée la croix en fer forgé de l'ancienne édifice.
À l'intérieur, fut replacée du côté de l'épître la petite crédence en granit et au-dessus de la porte du transept droit, la pierre des armes de la famille de Condest. Cette dernière fut repeinte à l'huile. Les statues de la vierge, du Christ et de l'archevêque furent restaurées et repeintes par Monsieur Vigneron de la Jousselandière La statue de l'archevêque fut remise à la même place, cependant le socle fut changé et remplacé par une pierre en cul-de-lampe provenant d'une ancienne cheminée. Des bancs et un autel en chêne furent conçus à Nantes d'après les plans de Monsieur Le Diberder. Les statues en plâtre furent rénovées et de nouvelles statues ainsi qu'un nouveau chemin de croix achetés.
Les pierres utilisées pour la construction provinrent d'une carrière située aux environs de Villeneuve et appartenant à Monsieur Vigneron de la Jousselandière. La charpente et les voûtes furent réalisées par Monsieur Lino de Limerzel et la couverture par un couvreur Rochois surnommé Jean Bart.
La reconstruction coûta 70 000 francs, couverte par deux quêtes dans la frairie de Saint-Cry et par les subventions de la commune et du conseil général du Morbihan. Au début, il n'était pas toutefois question de restaurer le transept gauche car il manquait 6 000 francs, mais c'était sans compter sur l'abbé Beniguel qui arpenta les villages fréquentant la chapelle et en moins d'une semaine l'argent fut collecté. C'est à ce moment que l'abbé Béniguel eut l'idée de construire un presbytère à Saint-Cry. 

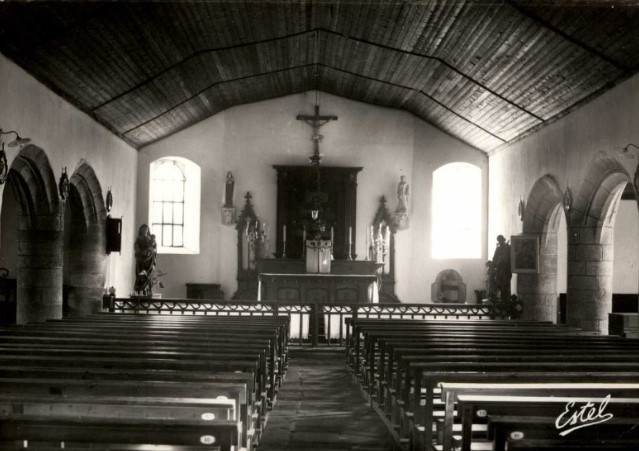
St-Cry (Interieure de l'Eglise)

### Érection en Paroisse
Le 1er mars 1939, par mandement de Mgr Tréhiou, évêque de Vannes, Saint-Cry fut érigée en paroisse.
La chapelle devient alors l'église Saint-Pierre de Saint-Cry.

## Calvaire de Saint-Cry[10]
En 1960, le recteur Béniguel réalisa sa dernière œuvre : la construction d'un calvaire. Une table de granit de Péaule soutient une Piéta réalisée par Jean Fréour, sculpteur de renom. Il est constitué d'une grande croix et de deux autres plus petites rappelant la mort du Christ et des deux larrons.
La bénédiction eut lieu le dimanche 5 mars 1961 par Mgr Le Baron, vicaire général.

## Personnalités liées à la chapelle[10]

### Liste des prêtres
- 1939 - 1966 : Sébastien Beniguel
- 1966 - 1991 : Ambroise Rio
- 1991 - 1996 : Père Menant
- 1996 - 2011 : Francis Loisel
- Père Gapais (un an au presbytère de Saint-Cry)
- Père Pondard
- Père Le Labourier (Foyer logement de Nivillac)
- 2011 - 2018 : Simon Baron
- depuis 2018 : François-Xavier Robert